# シロハラクイナ
シロハラクイナ（白腹水鶏、学名：Amaurornis phoenicurus）はツル目クイナ科に分類される鳥類の一種である。

## 分布
インドから東南アジア、中国南部にかけて留鳥として分布する。
日本では沖縄県で留鳥として分布する他、日本の各地で時々記録され、繁殖の記録も複数ある。鹿児島県串木野市では1981年5月に成長1羽が確認されている。その後、1982年には2番、4羽が観察され、ヒナ3～4羽が確認されたほか、8月にはヒナ4羽、9月には孵化後、間もないと思われるヒナ3羽が確認されている。また、高知県でも1983年5月、オス1羽が記録されているなど、近年分布を北に広げつつある。

## 形態
全長約32cm。成鳥は額から顔、腹にかけてが白色でよく目立つ。頭頂部から体の上面は、やや光沢のある褐色がかった黒色。下尾筒は茶色。嘴は黄色で、基部は赤い。幼鳥は体の上面の褐色味が強く、光沢がない。

## 生態
河川、湿地、水田、マングローブ林に生息するが、山間部の草地でも見られることがある。
繁殖期はつがいで生活する。縄張りを持ち、他の個体が侵入すると「クォ　クォ」と鳴きながら威嚇し、頭を前に伸ばしながら追い払う。
低木や丈の高い草の上に、枯れ草を積んで皿状の巣を作り4-8卵を産む。繁殖期は沖縄では2-10月と長く、個体によっては1年に3回繁殖を行うものもある。